# Благодатне (Ізюмський район)
Благода́тне — село в Україні, у Барвінківській міській громаді Ізюмського району Харківської області. Населення становить 88 осіб. До 2020 орган місцевого самоврядування — Подолівська сільська рада.

## Географія
Село Благодатне знаходиться на правому болотистому березі річки Сухий Торець, є міст. Примикає до села Подолівка, на протилежному березі річки - село Данилівка. За 3 км знаходиться залізно-дорожня станція Язикове.

## Історія
12 червня 2020 року, відповідно до Розпорядження Кабінету Міністрів України  № 725-р «Про визначення адміністративних центрів та затвердження територій територіальних громад Харківської області», увійшло до складу Барвінківської міської територіальної громади.
19 липня 2020 року, в результаті адміністративно-територіальної реформи та ліквідації Барвінківського району, село увійшло до складу Ізюмського району.